# Coppa Italia 2016-2017 (hockey in-line)
La Coppa Italia 2016-2017 è stata la 18ª edizione della principale coppa nazionale italiana di hockey in-line. È stata disputata dall'8 ottobre 2016 al 12 febbraio 2017. 
Il Milano Quanta si è aggiudicato il trofeo per la sesta volta nella sua storia sconfiggendo in finale il Cittadella.

## Partite

### Primo turno

#### Girone A
| Squadra           | Pt | G | V | N | P | GF | GS | DG  |
| ----------------- | -- | - | - | - | - | -- | -- | --- |
| Asiago Newts      | 6  | 2 | 2 | 0 | 0 | 13 | 5  | +8  |
| CVS Civitavecchia | 3  | 2 | 1 | 0 | 1 | 15 | 6  | +9  |
| Libertas Genzano  | 0  | 2 | 0 | 0 | 2 | 2  | 19 | -17 |

| Data   | Incontri                           | Risultato |
|        |                                    |           |
| 8 ott. | Libertas Genzano-CVS Civitavecchia | 0-12      |
| 8 ott. | CVS Civitavecchia-Asiago Newts     | 3-6       |
| 8 ott. | Asiago Newts-Libertas Genzano      | 7-2       |

| Data   | Incontri                           | Risultato |
|        |                                    |           |
| 8 ott. | Libertas Genzano-CVS Civitavecchia | 0-12      |
| 8 ott. | CVS Civitavecchia-Asiago Newts     | 3-6       |
| 8 ott. | Asiago Newts-Libertas Genzano      | 7-2       |

#### Girone B
| Squadra         | Pt | G | V | N | P | GF | GS | DG |
| --------------- | -- | - | - | - | - | -- | -- | -- |
| Real Torino     | 6  | 2 | 2 | 0 | 0 | 8  | 8  | 0  |
| Tergeste Tigers | 3  | 2 | 1 | 0 | 1 | 10 | 5  | +5 |
| Canguri Brebbia | 0  | 2 | 0 | 0 | 2 | 6  | 11 | -5 |

| Data   | Incontri                        | Risultato |
|        |                                 |           |
| 8 ott. | Real Torino-Tergeste Tigers     | 4-3       |
| 8 ott. | Tergeste Tigers-Canguri Brebbia | 7-1       |
| 8 ott. | Canguri Brebbia-Real Torino     | 5-4       |

| Data   | Incontri                        | Risultato |
|        |                                 |           |
| 8 ott. | Real Torino-Tergeste Tigers     | 4-3       |
| 8 ott. | Tergeste Tigers-Canguri Brebbia | 7-1       |
| 8 ott. | Canguri Brebbia-Real Torino     | 5-4       |

#### Semifinali
| Squadra 1      | Risultato | Squadra 2         |
| -------------- | --------- | ----------------- |
| 9 ottobre 2016 |           |                   |
| Asiago Newts   | 6 - 2     | Tergeste Tigers   |
| Real Torino    | 4 - 3     | CVS Civitavecchia |

#### Finale 3º posto
| Squadra 1       | Risultato | Squadra 2         |
| --------------- | --------- | ----------------- |
| 9 ottobre 2016  |           |                   |
| Tergeste Tigers | 1 - 5     | CVS Civitavecchia |

#### Finale 1º posto
| Squadra 1      | Risultato | Squadra 2   |
| -------------- | --------- | ----------- |
| 9 ottobre 2016 |           |             |
| Asiago Newts   | 5 - 2     | Real Torino |

- Qualificato al secondo turno:  Asiago Newts

### Secondo turno

#### Girone C

##### Sottogirone E
| Squadra        | Pt | G | V | N | P | GF | GS | DG  |
| -------------- | -- | - | - | - | - | -- | -- | --- |
| CUS Verona     | 6  | 2 | 2 | 0 | 0 | 10 | 0  | +10 |
| Cittadella     | 3  | 2 | 1 | 0 | 1 | 5  | 2  | +3  |
| Libertas Forlì | 0  | 2 | 0 | 0 | 2 | 0  | 13 | -13 |

| Data    | Incontri                  | Risultato |
|         |                           |           |
| 15 ott. | CUS Verona-Cittadella     | 2-0       |
| 15 ott. | Cittadella-Libertas Forlì | 5-0       |
| 15 ott. | Libertas Forlì-CUS Verona | 0-8       |

| Data    | Incontri                  | Risultato |
|         |                           |           |
| 15 ott. | CUS Verona-Cittadella     | 2-0       |
| 15 ott. | Cittadella-Libertas Forlì | 5-0       |
| 15 ott. | Libertas Forlì-CUS Verona | 0-8       |

##### Sottogirone F
| Squadra        | Pt | G | V | N | P | GF | GS | DG  |
| -------------- | -- | - | - | - | - | -- | -- | --- |
| Ghosts Padova  | 6  | 2 | 2 | 0 | 0 | 20 | 2  | +18 |
| Ferrara        | 3  | 2 | 1 | 0 | 1 | 7  | 9  | -2  |
| Lepis Piacenza | 0  | 2 | 0 | 0 | 2 | 1  | 17 | -16 |

| Data    | Incontri                     | Risultato |
|         |                              |           |
| 15 ott. | Ferrara-Ghosts Padova        | 2-8       |
| 15 ott. | Ghosts Padova-Lepis Piacenza | 12-0      |
| 15 ott. | Lepis Piacenza-Ferrara       | 1-5       |

| Data    | Incontri                     | Risultato |
|         |                              |           |
| 15 ott. | Ferrara-Ghosts Padova        | 2-8       |
| 15 ott. | Ghosts Padova-Lepis Piacenza | 12-0      |
| 15 ott. | Lepis Piacenza-Ferrara       | 1-5       |

##### Semifinali
| Squadra 1       | Risultato | Squadra 2  |
| --------------- | --------- | ---------- |
| 16 ottobre 2016 |           |            |
| CUS Verona      | 6 - 1     | Ferrara    |
| Ghosts Padova   | 0 - 4     | Cittadella |

##### Finale 3º posto
| Squadra 1       | Risultato | Squadra 2     |
| --------------- | --------- | ------------- |
| 16 ottobre 2016 |           |               |
| Ferrara         | 2 - 3     | Ghosts Padova |

##### Finale 1º posto
| Squadra 1       | Risultato | Squadra 2  |
| --------------- | --------- | ---------- |
| 16 ottobre 2016 |           |            |
| CUS Verona      | 1 - 3     | Cittadella |

- Qualificate alle Superfinal:  Cittadella,  CUS Verona e  Ghosts Padova

#### Girone D

##### Sottogirone G
| Squadra         | Pt | G | V | N | P | GF | GS | DG  |
| --------------- | -- | - | - | - | - | -- | -- | --- |
| Milano Quanta   | 6  | 2 | 2 | 0 | 0 | 21 | 1  | +20 |
| Monleale        | 3  | 2 | 1 | 0 | 1 | 6  | 9  | -3  |
| Diavoli Vicenza | 0  | 2 | 0 | 0 | 2 | 4  | 21 | -17 |

| Data    | Incontri                      | Risultato |
|         |                               |           |
| 15 ott. | Milano Quanta-Monleale        | 6-0       |
| 15 ott. | Monleale-Diavoli Vicenza      | 6-3       |
| 15 ott. | Diavoli Vicenza-Milano Quanta | 1-15      |

| Data    | Incontri                      | Risultato |
|         |                               |           |
| 15 ott. | Milano Quanta-Monleale        | 6-0       |
| 15 ott. | Monleale-Diavoli Vicenza      | 6-3       |
| 15 ott. | Diavoli Vicenza-Milano Quanta | 1-15      |

##### Sottogirone H
| Squadra       | Pt | G | V | N | P | GF | GS | DG |
| ------------- | -- | - | - | - | - | -- | -- | -- |
| Asiago Newts  | 6  | 2 | 2 | 0 | 0 | 9  | 5  | +4 |
| Asiago Vipers | 3  | 2 | 1 | 0 | 1 | 9  | 6  | +3 |
| Mammuth Roma  | 0  | 2 | 0 | 0 | 2 | 4  | 11 | -7 |

| Data    | Incontri                   | Risultato |
|         |                            |           |
| 15 ott. | Asiago Vipers-Asiago Newts | 2-5       |
| 15 ott. | Asiago Newts-Mammuth Roma  | 4-3       |
| 15 ott. | Mammuth Roma-Asiago Vipers | 1-7       |

| Data    | Incontri                   | Risultato |
|         |                            |           |
| 15 ott. | Asiago Vipers-Asiago Newts | 2-5       |
| 15 ott. | Asiago Newts-Mammuth Roma  | 4-3       |
| 15 ott. | Mammuth Roma-Asiago Vipers | 1-7       |

##### Semifinali
| Squadra 1       | Risultato | Squadra 2     |
| --------------- | --------- | ------------- |
| 16 ottobre 2016 |           |               |
| Milano Quanta   | 8 - 3     | Asiago Vipers |
| Asiago Newts    | 2 - 5     | Monleale      |

##### Finale 3º posto
| Squadra 1       | Risultato | Squadra 2    |
| --------------- | --------- | ------------ |
| 16 ottobre 2016 |           |              |
| Asiago Vipers   | 7 - 4     | Asiago Newts |

##### Finale 1º posto
| Squadra 1       | Risultato | Squadra 2 |
| --------------- | --------- | --------- |
| 16 ottobre 2016 |           |           |
| Milano Quanta   | 5 - 2     | Monleale  |

- Qualificate alle Superfinal:  Milano Quanta,  Monleale e  Asiago Vipers

### Superfinal
Le Superfinal della manifestazione si sono disputate dall'11 al 12 febbraio 2017 presso il PalaHockey di Cittadella.

#### Girone I
| Squadra       | Pt | G | V | N | P | GF | GS | DG |
| ------------- | -- | - | - | - | - | -- | -- | -- |
| Monleale      | 6  | 2 | 2 | 0 | 0 | 10 | 4  | +6 |
| Cittadella    | 3  | 2 | 1 | 0 | 1 | 7  | 9  | -2 |
| Asiago Vipers | 0  | 2 | 0 | 0 | 2 | 5  | 9  | -4 |

| Data    | Incontri                 | Risultato |
|         |                          |           |
| 11 feb. | Asiago Vipers-Cittadella | 3-5       |
| 11 feb. | Monleale-Asiago Vipers   | 4-2       |
| 11 feb. | Cittadella-Monleale      | 2-6       |

| Data    | Incontri                 | Risultato |
|         |                          |           |
| 11 feb. | Asiago Vipers-Cittadella | 3-5       |
| 11 feb. | Monleale-Asiago Vipers   | 4-2       |
| 11 feb. | Cittadella-Monleale      | 2-6       |

#### Girone L
| Squadra       | Pt | G | V | N | P | GF | GS | DG |
| ------------- | -- | - | - | - | - | -- | -- | -- |
| CUS Verona    | 6  | 2 | 2 | 0 | 0 | 9  | 1  | +8 |
| Milano Quanta | 3  | 2 | 1 | 0 | 1 | 6  | 8  | -2 |
| Ghosts Padova | 0  | 2 | 0 | 0 | 2 | 3  | 9  | -6 |

| Data    | Incontri                    | Risultato |
|         |                             |           |
| 10 feb. | Ghosts Padova-Milano Quanta | 2-6       |
| 10 feb. | CUS Verona-Ghosts Padova    | 3-1       |
| 11 feb. | Milano Quanta-CUS Verona    | 0-6       |

| Data    | Incontri                    | Risultato |
|         |                             |           |
| 10 feb. | Ghosts Padova-Milano Quanta | 2-6       |
| 10 feb. | CUS Verona-Ghosts Padova    | 3-1       |
| 11 feb. | Milano Quanta-CUS Verona    | 0-6       |

### Fase finale
|  | Semifinali    | Semifinali    | Semifinali |            |               | Finale 1º posto | Finale 1º posto | Finale 1º posto |  |
|  |               |               |            |            |               |                 |                 |                 |  |
|  | Monleale      | Monleale      | 0          |            |               |                 |                 |                 |  |
|  | Monleale      | Monleale      | 0          |            |               |                 |                 |                 |  |
|  | Milano Quanta | Milano Quanta | 5          |            |               |                 |                 |                 |  |
|  | Milano Quanta | Milano Quanta | 5          |            | Milano Quanta | Milano Quanta   | 5               |                 |  |
|  |               |               |            |            | Milano Quanta | Milano Quanta   | 5               |                 |  |
|  |               |               | Cittadella | Cittadella | 0             |                 |                 |                 |  |
|  | CUS Verona    | CUS Verona    | Cittadella | Cittadella | 0             | 1               |                 |                 |  |
|  | CUS Verona    | CUS Verona    |            |            |               | 1               |                 |                 |  |
|  | Cittadella    | Cittadella    | 4          |            |               | Finale 3º posto | Finale 3º posto | Finale 3º posto |  |
|  | Cittadella    | Cittadella    | 4          |            |               |                 |                 |                 |  |
|  |               |               |            |            |               |                 |                 |                 |  |
|  |               |               |            |            |               | Monleale        | Monleale        | 3               |  |
|  |               |               |            |            |               | Monleale        | Monleale        | 3               |  |
|  |               |               |            |            |               | CUS Verona      | CUS Verona      | 2               |  |